# The Larry Sanders Show
The Larry Sanders Show is een Amerikaanse satirische comedyserie. Hiervan werden 89 afleveringen gemaakt die oorspronkelijk van 15 augustus 1992 tot en met 31 mei 1998 werden uitgezonden op HBO.
The Larry Sanders Show werd in 1997 genomineerd voor de Golden Globe voor beste comedyserie en hoofdrolspeler Garry Shandling in zowel 1995 als 1996 voor die voor beste acteur in een comedyserie. De productie kreeg 33 prijzen daadwerkelijk toegekend, waaronder Primetime Emmy Awards voor beste bijrolspeler (Rip Torn in 1996), beste regie (Todd Holland in 1998, voor de aflevering 'Flip') en beste scenario (Shandling en Peter Tolan in 1998, voor 'Flip'), een BAFTA Award voor beste niet-Britse serie in 1999, Peabody Awards in 1994 en 1999, American Comedy Awards voor grappigste hoofdrolspeler (Shandling in 1998 en 1999), grappigste bijrolspeler (Torn in 1994) en grappigste gastrol (David Duchovny in 1999) en een British Comedy Award voor beste niet-Britse komedieserie in 1997.

## Uitgangspunt
Larry Sanders is presentator van een naar hem vernoemde avond-talkshow op televisie. Het maken hiervan is een dagelijkse worsteling met zijn copresentator Hank Kingsley, zijn producent Artie, schrijvers Phil en  Jerry, de voor de aanwezigheid van de gasten zorgende Paula en Mary Lou en assistenten Beverly, Darlene en Brian. Larry's werk neemt hem zowel buitenshuis als thuis in beslag. Daarnaast heeft hij ook nog echtgenote Jeannie, ex-vrouw Francine en vriendinnen die regelmatig iets van hem willen.
Tientallen beroemdheden verschenen in de The Larry Sanders Show als fictieve versies van zichzelf, zowel voor als achter de schermen. Voorbeelden hiervan zijn Bruno Kirby, Jon Stewart, Roseanne Barr, Dana Carvey, Dana Delany, Kevin Nealon, George Segal, David Duchovny, Jeff Goldblum, John Ritter, Elvis Costello, Mimi Rogers, Bob Saget, Jon Lovitz, John Stamos, Bobcat Goldthwait, Ed Begley jr., Ryan O'Neal, Jason Alexander, Jay Leno, Ellen DeGeneres, Jerry Seinfeld, James Belushi, Carol Burnett, David Spade, Tom Arnold, Courteney Cox, Sally Field, Chris Farley, Burt Reynolds, Danny DeVito, Sarah Jessica Parker, Rob Reiner, Sharon Stone, Jennifer Aniston, Chevy Chase, Chris Isaak, Henry Winkler, Sting, Lori Loughlin, Don Rickles, Ben Stiller, Dave Chappelle, Laura Dern, Winona Ryder, George Foreman, Sugar Ray Leonard, Adam Sandler, Suzanne Somers, Kris Kristofferson, Howard Stern, French Stewart, Ray Wise, Beck, Farrah Fawcett, Jennie Garth, Larry King, Julianna Margulies, Tim Conway, Bridget Fonda, Angie Dickinson, Gina Gershon, Jerry Stiller, Billy Crystal, Peter Falk, Alec Baldwin, Hugh Hefner, Rob Lowe, William Shatner, Helen Hunt, Mandy Patinkin, Nicollette Sheridan, Brooke Shields, Drew Barrymore, Daniel Baldwin, Teri Garr, Rosie O'Donnell, Bill Maher, Tim Allen, Warren Beatty, Michael Bolton, Drew Carey, Jim Carrey, Kristen Johnston, Greg Kinnear, Eriq La Salle, Donny Osmond, Sean Penn, Lea Thompson, Vince Vaughn, O.J. Simpson en Johnnie Cochran.

## Rolverdeling
*Alleen acteurs die verschenen in meer dan tien afleveringen zijn vermeld
- Garry Shandling - Larry Sanders
- Jeffrey Tambor - Hank Kingsley
- Wallace Langham - Phil
- Rip Torn - Arthur ('Artie')
- Penny Johnson - Beverly Barnes
- Janeane Garofalo - Paula
- Linda Doucett - Darlene Chapinni
- Scott Thompson - Brian
- Sid Newman - Sid
- Jeremy Piven - Jerry Capen
- Kathryn Harrold - Francine Sanders
- Mary Lynn Rajskub - Mary Lou Collins
- Megan Gallagher - Jeannie Sanders
- Bob Odenkirk - Grant